# Municipio de San Julián
El municipio de San Julián es un municipio del estado de Jalisco, México. Su cabecera es la localidad de San Julián. Se localiza al noreste de Jalisco, en la Región Altos Sur. Es parte de la macrorregión del Bajío Occidente o Centro Occidente de México y se ubica dentro de las coordenadas 20º54’15" a los 21º10’45" latitud norte y de los 102º05’00" a los 110º14’40" de longitud oeste. La población se dedica principalmente al sector primario.

## Historia

### Historia y población
Los primeros pueblos que habitaron la región fueron las naciones chichimecas, nombre que daban los mexicas a un conjunto de pueblos originarios que habitaban el centro y norte del país.
Las bajas que tuvieron los conquistadores españoles en la región debido a los ataques de los Chichimecas, los condujeron a contestar con una táctica bélica de etnocidio. Llevaron a los Altos de Jalisco a milicianos rurales castellanos, algunos de ellos de ascendencia francesa, conducidos en la alta Edad Media para repoblar el centro de España. No obstante igualmente los hubo portugueses, italianos y oriundos de Flandes, que con anterioridad habían luchado contra turcos y moros. 
Estos soldados campesinos se establecieron con patrones de propiedad privada y con una ideología católica, mezclándose con algunos Chichimecas que habían quedado.
Antes de la conquista española, la región estuvo habitada por los nahoas, más tarde perteneció al señorío tecuexe chichimeca. Fue conquistado por en 1530. El poblado fue fundado por Lino Padilla en 1846, propietario de la Hacienda de Sánchez a la cual pertenecía al actual San Julián. La iglesia fue construida a finales del siglo XIX y principios del siglo XX. El edificio de la presidencia fue iniciado por el comisario Juan Zermeño en 1919, terminó su construcción hasta 1952. Fungió como comisaría política.
Desde 1825 perteneció al 2° cantón de Lagos; en 1843 se menciona como rancho de la Congregación de San Antonio de Adobes. En 1869 por decreto pertenece al municipio de Unión de San Antonio con categoría de pueblo. Hasta 1912 fue comisaría política. El 5 de noviembre de 1912 por decreto número 1502 se erigió municipio.

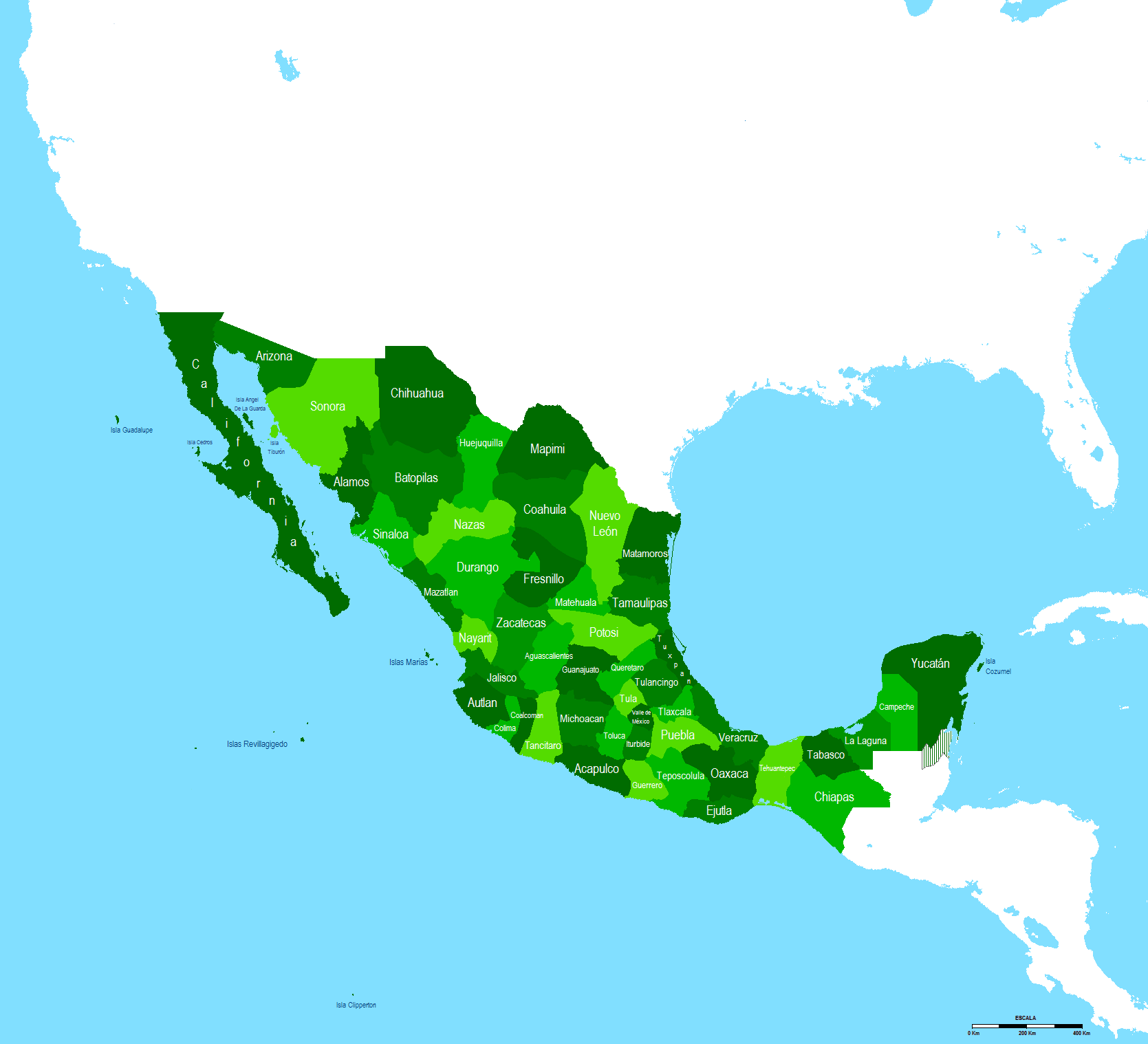
Aguascalientes y Altos de Jalisco durante el gobierno de Maximiliano.

### San Julián en la cristera
En tiempos del gobierno de Calles, con los cambios de leyes, se decidió aplicar las leyes anticlericales escritas en tiempos de Juárez, una de ellas prohibió el culto en los templos, aunque nunca se había hecho cumplir. Sin embargo, ante el endurecimiento de la política gubernamental el clero dispuso el cierre de los templos, este hecho originó la Guerra Cristera ante el descontento de los fieles. 
San Julián fue el primer pueblo de los Altos en levantarse en armas contra el gobierno con el grito de "Viva Cristo Rey y Santa María de Guadalupe", el regimiento de San Julián, como fue llamado al grupo de hombres que se levantó en armas, fue convocado por el cura Narciso Elizondo, se creó formalmente el 1 de enero de 1927 al mando del General Miguel Hernández, estaba formado por cuatro escuadrones: el llamado de San Julián, el de Jalpa, el de San Miguel y el de San Diego.
Al enterarse el entonces presidente de la república Plutarco Elías Calles del levantamiento, mandó varios regimientos perteneciente al estado mayor presidencial, era el 78 regimiento de caballería, regimiento de agraristas y el grupo comandado por el general Martínez, al mando del General Espiridión Rodríguez Escobar, llegaron a los cerritos el 14 de marzo y el 15 de marzo de 1927 se desarrolló el massacre de San Julián, donde acabaron los 3 regimientos. Victoriano Ramírez "el catorce", embosco a los federales mientras defendía la plaza de armas del pueblo. Miguel Hernández se encontraba en el rancho de La Ordeña vigilando el general Amaro. Amaro tenía 4000 elementos y si se juntaba con los otros dos generales la historia de San Julián se había cambiado. San Julián perdió un hombre en la batalla y el gobierno fue destrozado. Nunca estaba en dudas quién iba ganar el dicho combate. Los prisioneros fueron ejecutados indados y amarrados, junto al panteón viejo del pueblo y enterrados en una fosa común, las personas cuentan que el general Espiridión Rodríguez apenas si alcanzó a huir vestido de mujer. Como represalia a la derrota sufrida, San Julián fue elegido por las tropas federales tiempo después para torturar y fusilar al sacerdote San Julio Álvarez Mendoza el 30 de marzo de 1927.

## Geografía física

### Ubicación
San Julián está situado al noreste de Jalisco, entre las coordenadas 20º54’15" a los 21º10’45" latitud norte y de los 102º05’00" a los 110º14’40" de longitud oeste; a una altura entre los 1,800 y 2,100 metros sobre el nivel del mar.
El municipio colinda al norte con los municipios de San Juan de los Lagos y Unión de San Antonio; al este con los municipios de Unión de San Antonio y San Diego de Alejandría; al sur con los municipios de Arandas y San Miguel el Alto; al oeste con los municipios de San Miguel el Alto y San Juan de los Lagos.

### Localización en el Bajío Occidental

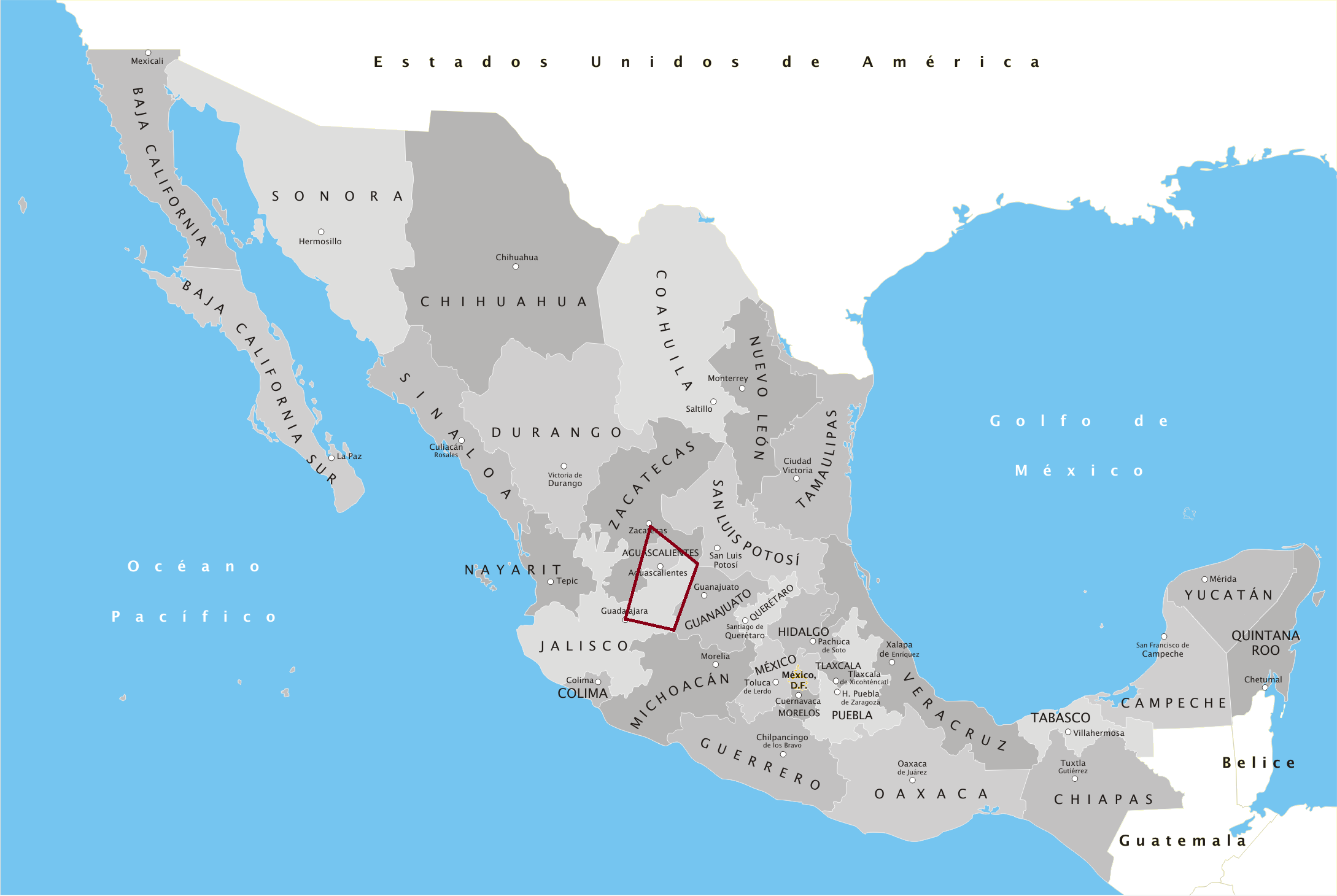
Ubicación aproximada del Bajío Occidental

El Bajío Occidental es una subregión del Bajío Mexicano que alberga las tierras al norte y occidente de dicho territorio. Incluye partes del estado de Aguascalientes, Zacatecas, los Altos de Jalisco y llega en su extremo oeste a la ciudad de Guadalajara. El crecimiento económico de la región es comparado al de las potencias asiáticas.

### Orografía
En general su superficie está conformada por zonas planas (53%) y Zonas semiplanas (44%), las zonas accidentadas constituyen una mínima porción, solo (3%).

#### Suelo
En general sus subcuencas se encuentran ocupadas por rocas ígneas y algunos lunares de basalto. La composición de los suelos es de tipos predominantes feozem háplico, vertisol pélico y planasol éutrico. El municipio tiene una superficie territorial de 26,844 hectáreas, de las cuales 12,379 son utilizadas con fines agrícolas, 11842 en la actividad pecuaria, 608 son de uso forestal, 221 son suelo urbano y 1,794 hectáreas tienen otro uso. En lo que a la propiedad se refiere, el total de la superficie territorial es privada.

### Hidrografía
Pertenece a la cuenca Lerma-Chapala-Santiago y subcuenca río Lagos-San Juan-San Miguel. Cuenta con los arroyos: El Chiquero, Cañaditas, El Tlalayote, Arroyo Hondo, El Centro y otros de menor importancia. Las presas: Santa Elena, San Isidro, La Charca, Guadalupe, y algunos bordos que se utilizan como abrevaderos.

### Clima
El clima es semiseco, con primavera, otoño e invierno secos, y semicálido, con invierno benigno. La temperatura media anual es de 18.4 °C, con máxima de 26.7 °C y mínima de 10 °C. El Régimen de lluvias se registra entre los meses de junio, julio y agosto, contando con una precipitación media de 626.7 milímetros. El promedio anual de días con heladas es de 22.6. Los vientos dominantes son en dirección del sur al norte.

### Flora y fauna
Su flora se compone básicamente de chaparrales, zacates, musgos, huizache, nopal, eucalipto, fresno, sabino, paraíso, casuarina, laurel y álamo. La fauna está representada por el coyote, la ardilla, el conejo, la liebre, el tejón y el zorro.

## Demografía

### Localidades
En el censo de 2020 el municipio de San Julián contaba con 49 localidades.
| Código INEGI      | Localidad          | Población (2020) |
| ----------------- | ------------------ | ---------------- |
| 140740001         | San Julián         | 14 520           |
| 140740075         | Veintitrés de Mayo | 1 328            |
| Otras localidades | Otras localidades  | 944              |
| Total municipal   | Total municipal    | 16 792           |

## Economía

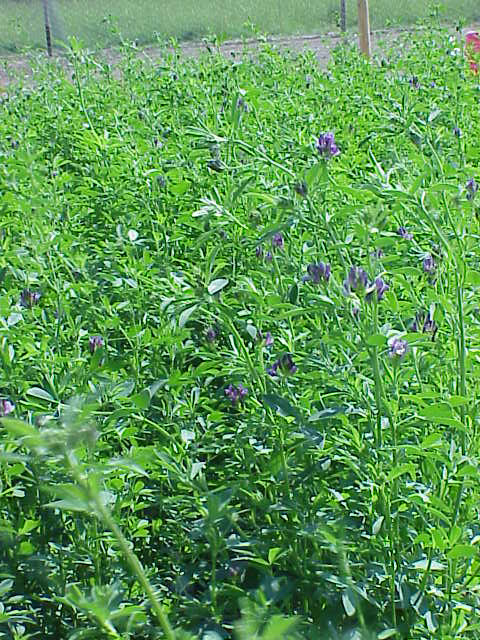
Se cultiva alfalfa en el municipio.

El 28.08% de los habitantes se dedica al sector primario, el 32.03% al sector secundario, el 37.37% al sector terciario y el resto no se específica. El 33.63% se encuentra económicamente activa. Las principales actividades económicas son:  agricultura, industria, ganadería, comercio y servicios.
- Agricultura: se cultiva maíz, trigo, sorgo, alfalfa y árboles frutales como manzana, durazno y membrillo.

- Ganadería: se cría ganado bovino, porcino, equino y ovino. Además de aves.

- Turismo: posee atractivos arquitectónicos y naturales.

- Comercio: cuenta con restaurantes, mercado y tiendas. Predomina la venta de productos de primera necesidad y los comercios mixtos que venden artículos diversos.

- Servicios: se prestan servicios financieros, profesionales, técnicos, comunales, sociales, personales, turísticos y de mantenimiento.

- Industria: se fabrican productos de vidrio, artículos deportivos, forrajes y productos lácteos.

- Minería: posee yacimientos de cantera.

- Pesca: se captura la carpa

## Infraestructura
- Educación

El 91,98% de la población es alfabeta, de los cuales el 30,36% ha terminado la educación primaria. El municipio cuenta con 5 preescolares, 16 primarias , 3 secundarias y dos preparatorias escolarizadas y una preparatoria abierta atendida por el municipio.
- Salud

La atención a la salud es atendida por la Secretaría de Salud del estado, el Instituto Mexicano del Seguro Social y médicos particulares. El Sistema para el Desarrollo Integral de la Familia (DIF) se encarga del bienestar social.
- Deporte

Cuenta con centros deportivos, en los que se practica: fútbol (balompié), béisbol, baloncesto (basquetbol) y voleibol. Además cuenta con centro culturales, plaza, plaza de toros, lienzo charro, museo, parques, jardines y biblioteca, como lugar hermoso se resalta el parque los cristeros.
- Vivienda

Cuenta con 3058 viviendas, las cuales generalmente son privadas. El 96,83% tiene servicio de electricidad, el 93,36% tiene servicio de drenaje y agua potable. Su construcción es generalmente a base de ladrillo, adobe, concreto y tabique.
- Servicios

El municipio cuenta con servicios de agua potable, alcantarillado, alumbrado público, mercados, rastro, cementerio, vialidad, aseo público, seguridad pública, parques, jardines y centros deportivos.
El 93,2% de los habitantes disponen de agua potable; el 86,3% de alcantarillado y el 97,2% de energía eléctrica.
- Medios y vías de comunicación

Cuenta con servicio de correo, fax, telégrafo, teléfono, internet, servicio de radiotelefonía y señal de radio y televisión. El transporte terrestre se efectúa a través de la carretera estatal 304, Guadalajara-León. Cuenta con una red de carreteras rurales que comunican las localidades.

## Demografía
En el año 2005 según censo del INEGI, el municipio tenía 12,974 habitantes, de los cuales 5,924 son hombres y 7,050 son mujeres; el 0.78% de la población son indígenas. Y de acuerdo al censo más reciente realizado en 2010 INEGI reporta 15,454 de los cuales 7,296 son hombre y 8,158 mujeres.
| 10,583          | 13,089 | 14,760 | 12,974 | 15,454 |
| (Fuente: INEGI) |        |        |        |        |

### Religión
El 98.89% profesa la religión católica, también hay creyentes de los Testigos de Jehová, protestantes y creyentes de otras religiones. El 0.17% de los habitantes ostentaron no practicar religión alguna.

## Cultura

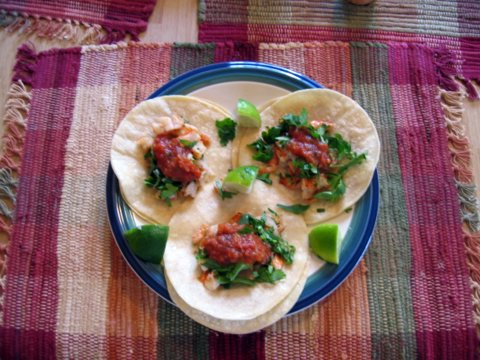
Tacos.

La riqueza cultural de San Julián, Jalisco varía entre elementos, gastronómicos y artísticos, tales como:
- Artesanía: bordados, deshilados, tejidos y sombreros charros.

- Gastronomía: de sus alimentos destaca la birria, el pozole, los tamales y los tacos; de sus dulces la cajeta; y de sus bebidas el tequila, el pulque y el aguamiel.

- Esculturas: existe una escultura de Cristo Rey en el cerro del Tolimán.

- Trajes típicos: se confecciona el traje de charro.
- Danza folklórica: San Julián es casa del Grupo Folklórico "Xochimeh", dirigido por María Hernández Gutiérrez, esta agrupación forma parte de los talleres de Casa de cultura del municipio, siendo destinado para la población en edad adulta desde enero de 2020.